# Trigatron

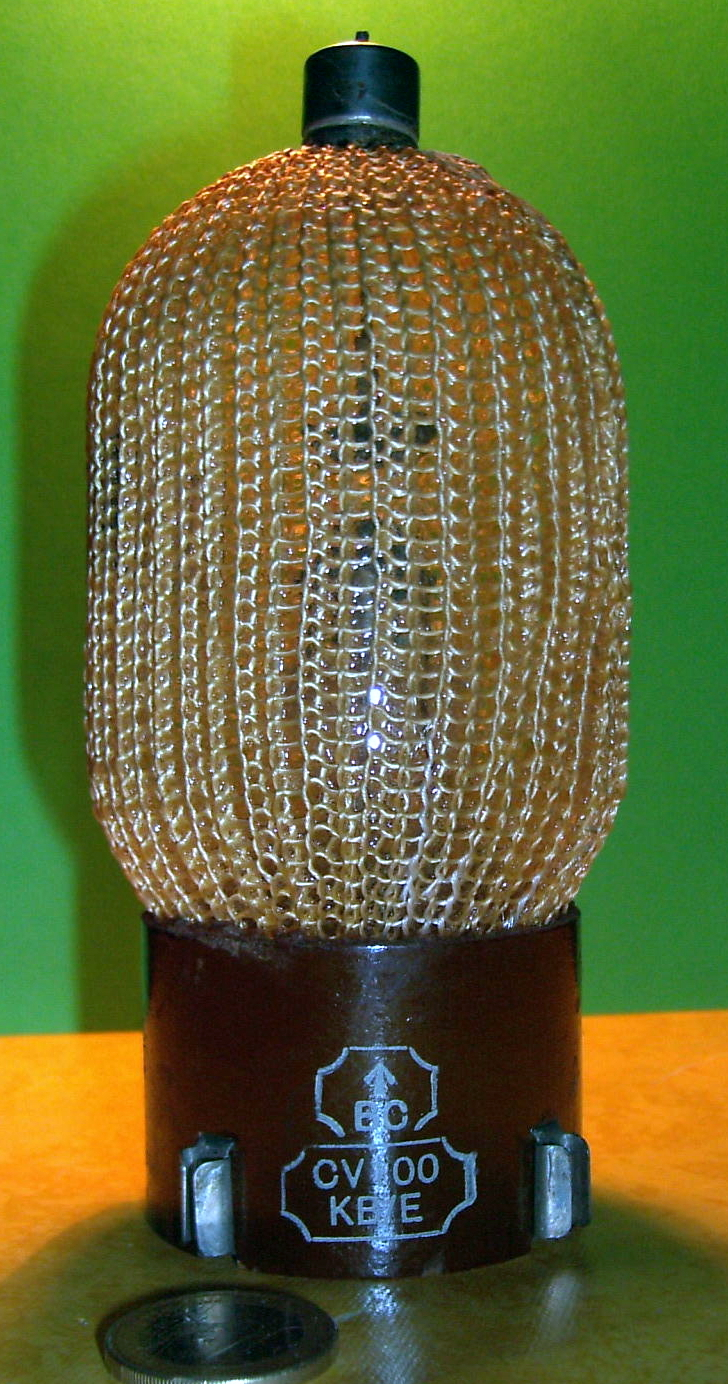
Trigatron

Trigatron – rodzaj wyzwalanego iskiernika z trzema elektrodami, używanego do załączania wysokich napięć (rzędu 10-110 kV) i prądów (20-100 kA, maksymalnie do 1000 kA) lub do generowania prądów udarowych. Trigatron może być wypełniony powietrzem, innym gazem obojętnym wykazującym dobre własności dielektryczne, lub nawet olejem izolującym.
Działanie trigatronu jest podobne do działania tyrystora, ponieważ możliwe są dwa stany pracy: wyłączony i załączony. Odległość pomiędzy głównymi elektrodami jest tak dobrana, że nominalne napięcie nie jest w stanie zjonizować przestrzeni pomiędzy elektrodami, wobec czego prąd elektryczny nie płynie.
Pomiędzy głównymi elektrodami znajduje się również trzecia, pomocnicza elektroda. Po przyłożeniu odpowiedniego napięcia do elektrody pomocniczej następuje wstępna jonizacja przestrzeni pomiędzy elektrodami głównymi, co osłabia wytrzymałość elektryczną przerwy i następuje lawinowy rozwój jonizacji spowodowany napięciem głównym. Prowadzi to do przeskoku łuku elektrycznego i przepływu prądu, czyli do załączenia trigatronu.
Wyłączenie następuje poprzez obniżenie napięcia głównego do momentu w którym następuje zanik płonącego łuku elektrycznego.
Trigatrony mogą być jednorazowego użytku, ale stosuje się również rozwiązania pozwalające na cykle pracy do 10 000 załączeń.